# 화성바른초등학교
화성바른초등학교(華城바른初等學校)는 경기도 화성시에 있는 공립 초등학교이다.

## 학교 연혁
- 2025년 8월 18일 : 개교